# ليل الشمس (رواية)
ليل الشمس- رواية للكاتب والروائي والمترجم المغربي عبد الكريم جويطي. الطبعة الأولى من الرواية كانت في عام 1992م، وقد تم إعادة طبع الرواية.

## عن الرواية
تتناول الرواية من ناحية المضمون قصصًا مختلفة يجمع بينها هاجس معاناة أهل الدوار، وصراعهم من أجل الحياة. حيث يبدأ الكاتب روايته بثلاثة نصوص جميلة يتحدث فيها عن جفاف الارض والنهر والبئر، يصف فيها حال الناس وهم يتطلعون إلى السماء بنظرة حزينة، وهو يأملون في كرمها، ثم يصف حالة اليأس والقنوط التي عاشها سكان الدوار، وكذلك الخلاء الموحش، والنهر اليابس، وتغير مياه الآبار، معتبرًا ذلك باللعنة التي أصابت أهل الدوار. ثم يتناول قصة الجد الذي أسس الدوار، وهو يحمله مسؤولية ما حدث لأهلها بعد ذلك لاختياره هذا المكان الذي هو عبارة عن منحدر تناوبت عليه السيول لتكشف عن حياة بدون أثر. قصة أخرى جميلة هي قصة فقيه الدوار،الذي يعيش حالة من الضياع والتيه بعدما اكتشف أنه وقع ضحية أهل الدوار الذين زوجوه بامرأة فاقدة لعذريتها،ليكون بذلك قد خدع من طرف أهلها والشماتة “حمادي ولد لصمك”، ليقرر بعد ذلك وضع حد لحياته وشنق نفسه قرب مغارة سيدي مول الواد، انظر إليه وهو يقول: ” من بلغ الخبر؟!،جروا، داسوا الشوك وتعرقبوا في الحفر، ورأوه قرب مغارة سيدي مول الواد، يتدلى من فرع شجرة الصفصاف، رأوا البلغة المهجورة تحته، والعمامة الملقاة، ورأوا وجهه الأزرق ولسانه الغليظ الذي يتدلى من فمه كالباذنجالة”. كما تناول قصة صديقه المعلم سي معتصم المأساوية، الذي جمع أمتعته وهو يقرر الرحيل بعيدً ا عن الدوار، تاركًا وراءه كلبه الوفي، مخلفًا وراءه روايته التي أراد نشرها، بعد أن كتبها مرتين أو ثلاثًا، لينوب عنه الكاتب في نشر بعض أجزاء منها، وقد بينت هذه الكتابات معاناة سي معتصم مع الكتابة، ومعاناته وهو معزول وحيدًا تائهًا وضائعَا في الخلاء. ثم قصة جابر الذي تتمزق عاطفته بين حبه لمحجوبة ابنة الدوار الجميلة، وصراعه مع أولاد الحاج عبدون والحاج بوعزة، الذين استفردوا بمياه الدوار، وساهموا بشكل كبير في موت الزرع، واضعين بذلك نهاية مأساوية لحياة أهل الدوار. وفي النهاية يصف الكاتب حالة أهل الدوار وهم يهجرون منازلهم جماعات،ويحملون في قلوبهم كل سياط الزمن والأحزان في أجسادهم.
ومن الناحيه الأسلوبية تتميز روايه " ليل شمس" للروائي عبد الكريم جويطي بالسلاسة والهدوء والبساطه، مما جعلها تتناغم مع السرد لتحمل لنا من الدلالات ما يجعلنا نستمتع بالمتن الروائي.  ويعول الأستاذ "عبد الكريم جويطي" كثيرًا  في روايته على بنية الأفعال، أفعال الماضي والحاضر، التي تخلق مسافة بين تجارب الماضي وأحاسيسه لتنقل لنا الحاضر في أبهى صوره؛ لذلك فالسارد يحتفي بالذاكرة كعنصر أساسي في بنية السرد.
ويشير جويطي إلى أنه يعتز كثيرًا بهذه الرواية، لأنه كتبها في عزلة تامة وفي وسط بعيد تمامًا عن الكتابة، كتبها بدون عون من أحد، كتبها بدون نصيحة، تغلب على مشاكل كتابتها بمفرده، كتبها في سن مبكرة (24 عامًا)، ويعتذ بها كثيرًا حسبما أشار كلما أعتقد القراء أنه كتبها بعد رواية "المغاربة"
"ليل الشمس" هي قصة دوار بني على أسس مهزوزة لأجداد لا يعلمون المستقبل، فأصبح لعنة تطارد أبناءه، حكاية ارض قاسية لا تلين، فتتابع قصص سكانها الذين جمعتهم نفس المأساة، ماساة قدر مرتبط بقطرات مطر قد تسقط أو لا تسقط، فتجدك تتبع خطوات المعتصم المعلم، ومبارك المجنون العاقل، وجابر المتمرد، والفقيه الحزين، وقائد المزاليط، ومحجوبة، ومباركة، حكايات تلتقي وتتفرق، وتبقى مربوطة بوتد الأرض، الأرض التي تقتل زرعها فتموت معه الأحلام. وقد تطرق الكاتب في هذه الرواية للعديد من المواضيع الاجتماعية والدينية، وكذلك السياسية المحلية، فترى اللاعدالة الاجتماعية التي تنعكس على قصص أهل الدوار، وعلى الرغم من قصر الرواية، إلا أن القاريء يجد تاريخًا وعالمًا فسيحًا يخرج من بين صفحاتها، وروحًا مغربية قحة تنظر إليك بتحد.

## حكايات الرواية
تضمنت رواية "ليل الشمس" العشرات من الحكايات بداخلها، والتي جاءت عناوينها كالتالي:
( قادم في الظلام- رجل لا يملك دمعة- جفاف "جفاف الأرض"، "جفاف النهر" ، "جفاف البئر"- تسخير الشياطين في وصل العاشقين- الدوار- جابر الكيال- العرس- من أوراق مصطفى "16 سبتمبر"- تلك المرأة الجميلة جدًا الحزينة جدًا- عودة الفقيه إلى عذابه- طريق الجنة- الظل- الحانوت/المقهى- تواريخ مهملة أو دليل الشخصيات السبع- من أوراق مصطفى "7 أكتوبر"- تلك المرأة الجميلة جدً الحزينة جدًا "2"- من أوراق مصطفي"23 نوفمبر"- بين جملين- الجد- من أوراق مصطفى "3 يناير"- الدوار "2"- محجوبة- معتصم 10ف"عمر"- المشيئة- حكاية عرق الفدافدا- أنا وهو- العيون والسماء- ليل الشمس- من أوراق مصطفى "6 مارس"- الرعب- ليل الشمس "2"- لن انتظر- معتصم).

## اقتباسات من الرواية
"طرق تلد طرقًا، كان المقام قصيرًا، ودور الطين المهجورة تتهاوي من تلقاء ذاتها، وتذوب في تراب الأرض، كأن لم ينبت الطين يومًا ويصير حيطانً دافئة ومأهولة بالناس والقبور يجرفها السيل، وتضيع الشواهد في المجرى، وسيبقى الخلاء بلا أثر للحياة ولا للموت، ماتت الأشجار حتى شجرة الزيتون وشجيرات الصبار التي بقيت أخذت تنسحب باستمرار داخل الغبار الذي يخنقها، ومات الماء في الآبار وفي النهر. جاءوا جماعات يقصدون وجهة واحدة ومصيرًا واحدًا وساروا فرادى إلى وجهات مختلفة. أحبوا هذه الأرض التي لن تذكرهم أبدًا واعطوها عرقهم وفظاظتهم ودمهم . اجتاحهم الجند السائر بين مراكش وفاس في فتن التاريخ التي لا حد لها وجردهم من كل شيء. حاربوا ولانوا، صار لهم أولياء وأعداء، وتعاقبت المجاعات، وجاء الاستعمار، وبعده الدرك والقرض الفلاحي والضرائب والانتخابات، وها هم يرحلون يحملون كل سياط الزمن والأحزان في أجسادهم" ص ص 157-158
" طرق تلد طرقًا في امتداد لانهائي، العطش والجوع والعطش، والأمهات يشددن الصغار من حين لحين إلى صدورهن، ويمسحن الغبار عن عيونهم ويبكين، والرجال على مبعدة من ركب النساء، يخوضون حروبهم بصمت من أجل جرعت ماء وقليل من الطعام، ويستطلعون الطريق، طرق لا تلد إلا الشموس الحارقة. تضيق الصدور، وتترمد العيون، وتنفت البهائم دموعها في سكون، أناس يسوقهم الجنون وحده إلى حيث لا يدري أحد، البحر أو صحار أخرى، أما الأمكنة المحلوم بها فقد توارت خيالاتها في القلوب" ص7